# Arrondissement di Bobigny
L'arrondissement di Bobigny è una suddivisione amministrativa francese, situata nel dipartimento della Senna-Saint-Denis e nella regione della Île-de-France.

## Composizione
L'arrondissement di Bobigny raggruppa 15 comuni in 17 cantoni:
- cantone di Bagnolet
- cantone di Bobigny
- cantone di Bondy-Nord-Ovest
- cantone di Bondy-Sud-Est
- cantone di Le Bourget
- cantone di Drancy
- cantone di Les Lilas
- cantone di Montreuil-Est
- cantone di Montreuil-Nord
- cantone di Montreuil-Ovest
- cantone di Noisy-le-Sec
- cantone di Pantin-Est
- cantone di Pantin-Ovest
- cantone di Les Pavillons-sous-Bois
- cantone di Romainville
- cantone di Rosny-sous-Bois
- cantone di Villemomble